# Siomkava
Siomkava (belarusiska: Сёмкава) är en agropolis i Belarus. Den ligger i voblasten Minsks voblast, i den centrala delen av landet, 15 km nordväst om huvudstaden Minsk. Siomkava ligger 220 meter över havet och antalet invånare är 1 522. Den ligger vid Zaslaŭjereservoaren.

## Natur och klimat
Terrängen runt Siomkava är platt, och sluttar söderut. Runt Siomkava är det tätbefolkat, med 550 invånare per kvadratkilometer.. Närmaste större samhälle är Mіnsk, 14,7 km sydost om Siomkava.